# Canals (Valencia)
Canals (valencianisch Canals) ist eine Stadt und Gemeinde in der Region Valencia in Spanien.

## Lage
Canals liegt in der Comarca La Costera, circa 57 Kilometer südlich von Valencia und circa neun Kilometer von Xàtiva entfernt.

## Sehenswürdigkeiten
- Route der Borgia

## Persönlichkeiten
- Juan García Such (1937–2009), Radrennfahrer
- Calixt III. (1378–1458), Papst